# 25768 Nussbaum
25768 Nussbaum este un asteroid din centura principală de asteroizi.

## Descriere
25768 Nussbaum este un asteroid din centura principală de asteroizi. A fost descoperit pe 2 februarie 2000 la Socorro, New Mexico, în cadrul proiectului LINEAR. Asteroidul prezintă o orbită caracterizată de o semiaxă mare de 2,96 ua, o excentricitate de 0,10 și o înclinație de 2,6° în raport cu ecliptica.